# Приказки за астрономията
„Приказки за астрономията“ е български фентъзи сериал за деца, който се излъчва по Канал 1 на БНТ с продължителност около 30 минути. Редува се с „Приказки за физиката“. То стартира през 2002 г. и се излъчва до 2007 г. Повторенията се излъчват през 2011 – 2012 г.

## Сюжет
Явор и Кристина намират кърваво петно във всекидневната на вещицата Пития. Когато почукват на това петно, те се озовават в обсерваторията на Вещицата Титания, прабабата на Пития, която живее в портрет. Тя ги предизвиква да играят с нея играта квазар. По време на играта, им помага духът на Николай Коперник.
Във всеки епизод на „Приказки за астрономията“ се говори за някое съзвездие, планета или друг небесен обект. Героите са същите, които са от „Приказки за физиката“: Вещиците Пития, Титания и Уенделин; Явор и Кристина; Духовете на Исак Нютон и Николай Коперник.

## В ролите
| Персонаж                  | Актьор            |
| ------------------------- | ----------------- |
| Вещицата Пития            | Адрияна Найденова |
| Принцеса Кристина         | Кристина Кръстева |
| Неда                      | Неда Вълчева      |
| Вещицата Уенделин         | Рада Богданова    |
| Вещицата Титания          | Нина Гавазова     |
| Духът на Николай Коперник | Явор Гигов        |
| Духът на Исак Нютон       | Явор Гигов        |
| Принц Явор                | Явор Манолов      |
| Мосю Паскал               | Иван Панев        |
| Госпожица Хикс            | Марта Янева       |
| Царицата на елфите        | Уляна Чан         |

## Персонажите
Вещицата Пития – Собственичката на къщата, в която се развива действието в поредицата. Тя е вещица. Когато Принц Явор и Принцеса Кристина попадат случайно в къщата ѝ, тя решава веднага да ги изяде. След много молби от тяхна страна, Пития решава да ги пощади, но само ако изпълнят една задача.
Духът на Нютон – Това е духът на великия учен Исак Нютон. Той помага на Явор и Кристина при всяка задача, която им постави Пития.
Принцеса Кристина – Тя попада в магическата гора заедно с брат си Принц Явор. Най-голямата ѝ мечта е да стане вещица. Кристина е ученичка в училището за вещерски помощничка. Впоследствие тя заминава да живее в пансиона към това училище, като се връща в къщата на Пития само за ваканциите.
Принц Явор– Братът на Принцеса Кристина. За разлика от Кристина, Явор не ходи на училище. Явор е влюбен в помощничката на Уенделин, Ана Мария. По-нататък се сближава с младата Царица на елфите.
Вещицата Уенделин – Най-добрата приятелка на Пития (поне колкото две вещици могат да бъдат приятелки). Уенделин винаги подслушва всичко, което се случва в къщата на Пития. Помощничката на Уенделин се казва Ана Мария.
Вещицата Титания – Прабабата на госпожица Пития, която живее в портрет. Някога, когато е била жива, Титания е била нарисувана от художника Леонард, чиито картини винаги оживяват. Титания е луда на тема астрономия. Има и игра на име Квазар. Говори се, че има и съкровище. Пития постоянно издирва това съкровище, а Титания от своя страна, иска рецептата ѝ за локумени сладки.
Духът на Коперник – Това е духът на астрономът Николай Коперник. Той е най-добрият приятел на Титания. Всеки път, когато някой натисне бутона „К“ на играта Квазар, Коперник се появява, и помага на играчите.
Неда – Тя е горско дете, отгледано от елфи. Първоначално при себе си я взема Уенделин, но след като Неда я ухапва, Уенделин пробутва детето на Пития, която също бива ухапана от Неда. Неда е много алчна, винаги иска пари от всички, за да им изпълни някоя услуга, дори да е дребна.
Мосю Паскал – Учител в Магическата гора. Преподава по физика, химия, математика, астрономия, биология, руски език, френски език, музика и ръчен труд. Настанява се в къщата на Пития. Той не подозира, че обителите на къщата и гората са вещици, духове, елфи и т.н.